# Siphona kuscheli
Siphona kuscheli är en tvåvingeart som först beskrevs av Cortes 1952.  Siphona kuscheli ingår i släktet Siphona och familjen parasitflugor. Inga underarter finns listade i Catalogue of Life.